# Келлихер, Билл
Билл Келлихер (англ. Bill Kelliher; р. 23 марта 1971, Атланта, Джорджия, США) — американский музыкант, основатель, гитарист и бэк-вокалист грув-металлической группы из Атланты Mastodon. Он разделяет гитарные обязанности вместе с Брентом Хайндсом, играя в основном ритм-партии. Трехкратный номинант премии «Грэмми», победитель премии «Грэмми-2018» в номинации «Премия «Грэмми» за лучшее метал-исполнение» за песню «Sultan’s Curse» из концептуального альбома «Emperor of Sand», который полностью посвящён памяти погибшим от онкологических заболеваний родственникам участников группы «Mastodon» и в поддержку тем, у кого диагностировали рак.

## Оборудование и стиль
На данный момент Билл имеет именные модели у компании Gibson: Golden Axe Explorer и Halcyon Les Paul. С недавнего времени его имя появилось в линейке гитар компании ESP BK-600 Bill Kelliher, и ESP LTD Bill Kelliher Sparrowhawk. При этом иногда Кэллихер использует и более нетривиальные решения, например, девятиструнную First Act custom 9-string Silverburst DC Lola.
На заре своей музыкальной карьеры Билл использовал усилитель Laney VH100R, но затем стал предпочитать Marshall JCM800 2203x. Последние года Билл стал активно использовать продукцию компании Friedman Amplification, а затем компания и вовсе выпустила именной усилитель музыканта Friedman Bill Kelliher Signature.
Келлихер использует гитарные педали компаний MXR, Digitech, Electro-Harmonix, но большую часть коллекции составляют педали TC Electronic.
Билл Келлихер обычно использует три строя в Mastodon: D Стандарт на своем Les Paul (D G C F A D), Дроп C на Yamaha SGB (C G C F A D) и строй сходный со строем D, но с опущенной до A шестой струной на своем Gibson Explorer (A G C F A D) и струны D’addario EXL140 10-52.
Сейчас у гитариста запущена собственная линейка именных звукоснимателей от компании Lace Bill Kelliher’s Dissonant Aggressors, Bill Kelliher’s Divinator и он использует преимущественно их.

## Личная жизнь
Келлихер женат. У него два сына — старшего зовут Харрисон в честь Харрисона Форда. Билл так же фанат «Звездных войн». У него дома большая коллекция сувениров с символикой фильмов.
12 июня 2007 года Хайндс и Келлихер выиграли премию Golden Gods от журнала Metal Hammer. Это первая награда, которую выиграли гитаристы.